# Parque Ecológico Guapituba
O Parque Ecológico Guapituba é um parque do estado de São Paulo.
Situa-se junto à Estação Guapituba. Sua frente de 550 metros estende-se ao longo do leito da estrada de ferro, que vai de São Paulo a Rio Grande da Serra.
Sua área total é de 536.760 metros quadrados, composta de jardins, avenidas, estradas e caminhos, pomares, pedreiras, represas e moradias. Seu reflorestamento foi executado na década de 30. As árvores são, em sua maioria, pinheiros, eucaliptos e araucárias, que medem até 20 metros de altura.
O antigo dono da área era o alemão Alfredo Klinkert que possuía outros bens, como casas, prédios, fazendas e moinhos.

## História
O Parque Ecológico do Guapituba, formalmente conhecido como Parque Ecológico Alfredo Klinkert Junior, foi inaugurado em autos dos anos 90, precisamente em 1996, tendo no inicio um gestão aberta e clara, mantinha em seu interior alguns dos antigos funcionários do antigo dono que ali residiam com suas famílias, possuía diversas atrações até que em 1998 a mudança de gestão da cidade causou o abandono do mesmo. Por mais de seis anos, o parque perdeu seu brilho e foi palco do abandono, tornou-se ponto frequente de usuários de droga e casais afoitos, mas em 2003 com apoio da Petrobras houve uma grande reforma com ampliação da área de lazer, segurança e infraestrutura, as famílias que lá residiam foram deslocadas, e o parque ganhou nova face.

## Atualmente
Hoje o parque se tornou um dos lugares mais belos e calmos da cidade de Mauá, possui jardins, rotas para caminhadas, passeios monitorados, lagoas, teatros abertos, playground, bosques, área para recreação e exercícios, museu e centro ecológico.
- Jardins (Jardim da Lagoa, Jardim de Pedra, Jardim Francês, Jardim Aquático, Outros Jardins Comuns);
- Rotas para Caminhadas (Caminho tradicional, Avenida de Coqueiros, Caminho do Casarão, Caminho Parque estacionamento);
- Passeios Monitorados (Caminhos pela Mata Atlântica, Mata de Araucárias, todos monitorados para preservar a mata e pelos riscos naturais);
- Lagoas (Lagoa principal, Lagoa das carpas, bica mineral, nascente);
- Teatros Abertos (Teatro de Verduras {bosque}, Teatro de Arena {área central}, Teatro suspenso {lagoa principal});
- Playground (Possui 2 escorregadores, 2 gangorras, 1 ponte suspensa, 4 balanços, 1 labirinto);
- Bosques (Bosque Alfredo Klinkert Junior, Bosque da Nascente);
- Área para Exercícios (Praça das Barras, possui 4 barras de exercícios, 3 Gondolas, 2 barras para aquecimento, 1 esteira suspensa);
- Área para Recreação (Praça do Museu e Jardim da Lagoa);
- Museu (Casa Central, exposição de objetos antigos da casa, fotografias, quadros, mobília antiga e prédio onde reside a administração);
- Centro Ecológico (Casa na parte frontal do parque, onde reside a casa de preservação ecológica);
- Atividades (passeios e caminhadas, Shiatsu informações no local);
- Acessos (Estação Guapituba).